# Unforgettable (chanson de Marcus & Martinus)
Pour les articles homonymes, voir Unforgettable.
Chansons représentant la Suède au Concours Eurovision de la chanson
Tattoo
(2023) Bara bada bastu
(2025)
Unforgettable est une chanson du duo norvégien Marcus & Martinus, sortie en single le 2 mars 2024 via Universal. La chanson a été écrite par le duo avec Jimmy "Joker" Thörnfeldt, Joy Deb et Linnea Deb. Il représente la Suède au Concours Eurovision de la chanson 2024 après avoir remporté le Melodifestivalen 2024. Il a atteint le numéro un du classement du Sverigetopplistan, devenant ainsi la première chanson de Marcus & Martinus en tête des charts en Suède.

## Melodifestivalen 2024
Le diffuseur suédois du Concours Eurovision de la chanson, Sveriges Television (SVT), a organisé un concours de 30 candidatures, Melodifestivalen 2024, pour sélectionner le candidat du pays au Concours Eurovision de la chanson 2024. La compétition était divisée en cinq séries de six chansons, où les deux premiers de chaque série se qualifiaient pour la grande finale de 12 chansons. Les troisième et quatrième de chaque manche se sont qualifiés pour un tour de la deuxième chance, où les deux premiers du tour se sont qualifiés pour compléter l'alignement pour la finale. En finale, le gagnant a été sélectionné via un système 50/50 de jurys et de vote télévisé,,.
Selon Aftonbladet, le duo participerait pour la première fois à la compétition le 31 octobre 2023. La confirmation du rapport a été donnée le 1er décembre, où ils ont été placés dans la cinquième manche et ont ensuite été tirés au sort pour jouer en premier dans la manche. Le 2 mars, ils ont réussi à terminer premiers, se qualifiant directement pour la grande finale où ils ont été tirés au sort pour se classer septième. Lors de la finale du 9 mars, la chanson a pu arriver à la première place tant dans les jurys que dans le vote télévisé, remportant le concours. Après avoir remporté le concours, il a obtenu le droit de représenter la Suède au Concours Eurovision de la chanson 2024.

## Au concours Eurovision de la chanson
Le Concours Eurovision de la chanson 2024 se déroule à la Malmö Arena de Malmö, en Suède, et comprend deux demi-finales respectivement les 7 et 9 mai et la finale le 11 mai 2024. Selon les règles de l'Eurovision, tous les pays, à l'exception l'hôte et les « Big Five » (France, Allemagne, Italie, Espagne et Royaume-Uni) doivent se qualifier dès une demi-finale pour participer à la finale ; les dix premiers pays de chaque demi-finale accèdent à la finale. La Suède étant le pays hôte du concours, la chanson a été automatiquement admise à la grande finale. Le duo a ensuite été tiré au sort pour jouer en premier dans la grande finale. La chanson se classe 9e de la finale, avec 174 points.